# Fiona Sironic

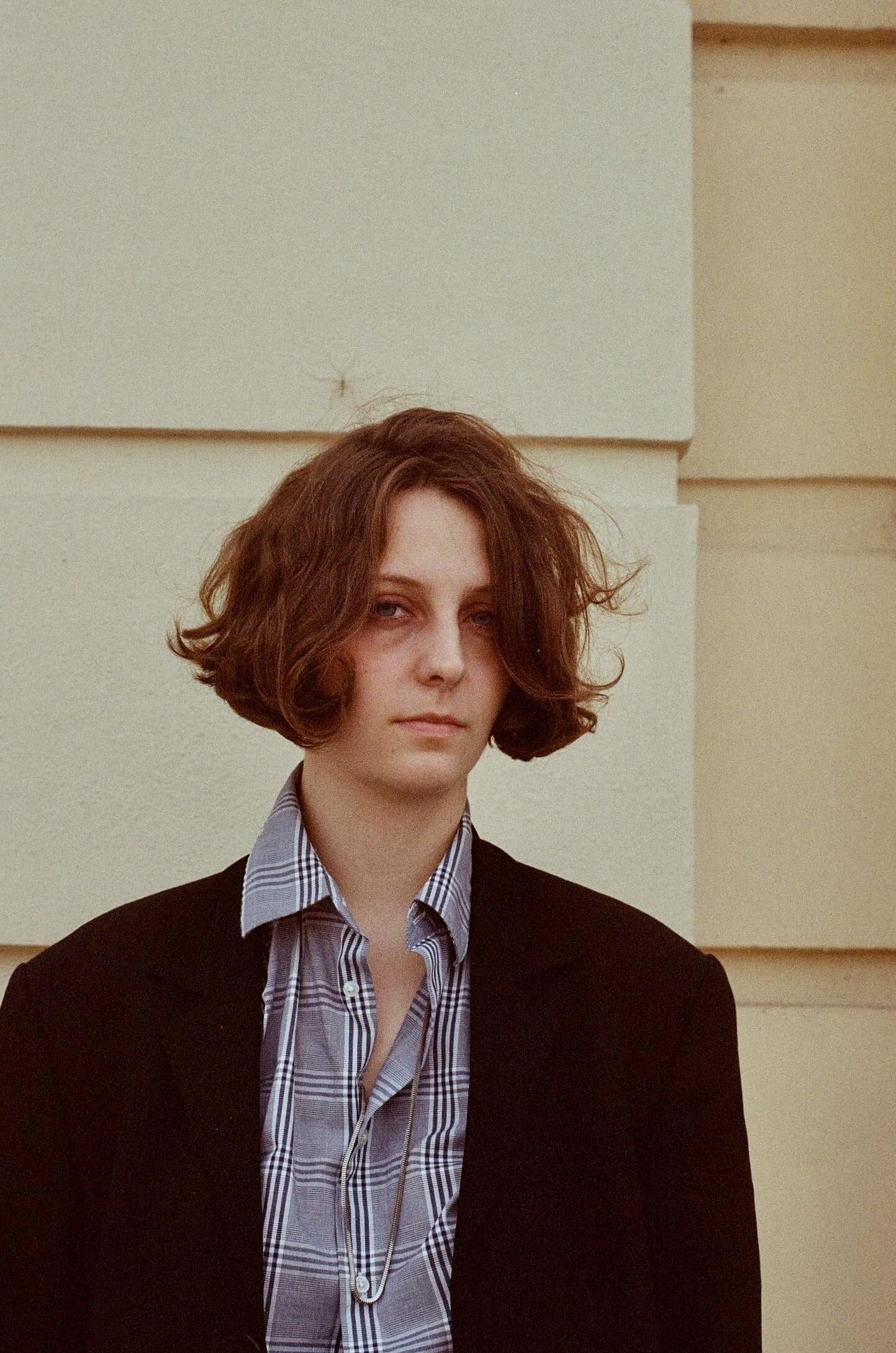
Fiona Sironic, 2023

Fiona Sironic (* 1995 in Neuss) ist eine deutsche Schriftstellerin.

## Leben und Wirken
Sironic studierte Kreatives Schreiben und Kulturjournalismus an der Universität Hildesheim sowie Sprachkunst an der Universität für angewandte Kunst Wien. Darüber hinaus studierte sie Gender Studies an der Universität Wien. 2012 war sie zum „Treffen junger Autoren“ eingeladen und im Jahr 2017 Redaktionsmitglied der Literaturzeitschrift JENNY.
Sironics Werk befasst sich mit Themen wie der Klimakrise, digitalen Öffentlichkeiten, Influencer-Kulturen und dem Erwachsenwerden.
Sironic veröffentlicht Prosa und gibt Literatur-Workshops; in ihrem journalistischen Schreiben befasst sie sich unter anderem mit digitalen Spielen. Als Teil eines Übersetzungskollektivs wirkte sie an der deutschsprachigen Ausgabe von Legacy Russells Glitch Feminism (Merve, 2021) mit.
Ihr 2025 erschienener Roman Am Samstag gehen die Mädchen in den Wald und jagen Sachen in die Luft wurde in Feuilletons und Literaturmagazinen besprochen, darunter in Deutschlandfunk Kultur und der Frankfurter Allgemeinen Zeitung. Deutschlandfunk Kultur ordnete den Roman als realistische Climate Fiction ein und besprach ihn ausführlich in der Sendung „Lesart“. Die Frankfurter Allgemeine Zeitung rezensierte das Buch im August 2025. Der Roman stand auf der Longlist zum Deutschen Buchpreis 2025.
Im Jahr 2019 zählte Sironic zu den Preisträgerinnen des 27. „open mike“ in Berlin.  2024 erhielt sie im Rahmen des Deutschen Preises für Nature Writing ein Werkstatt-Stipendium der Stiftung Kunst und Natur in Kooperation mit dem deutschen Umweltbundesamt. Zudem war sie Stipendiatin des Klagenfurter Literaturkurses.